# Rasgueado
Le Rasgueado désigne une technique rythmique de guitare dans la musique flamenco.  

## Description

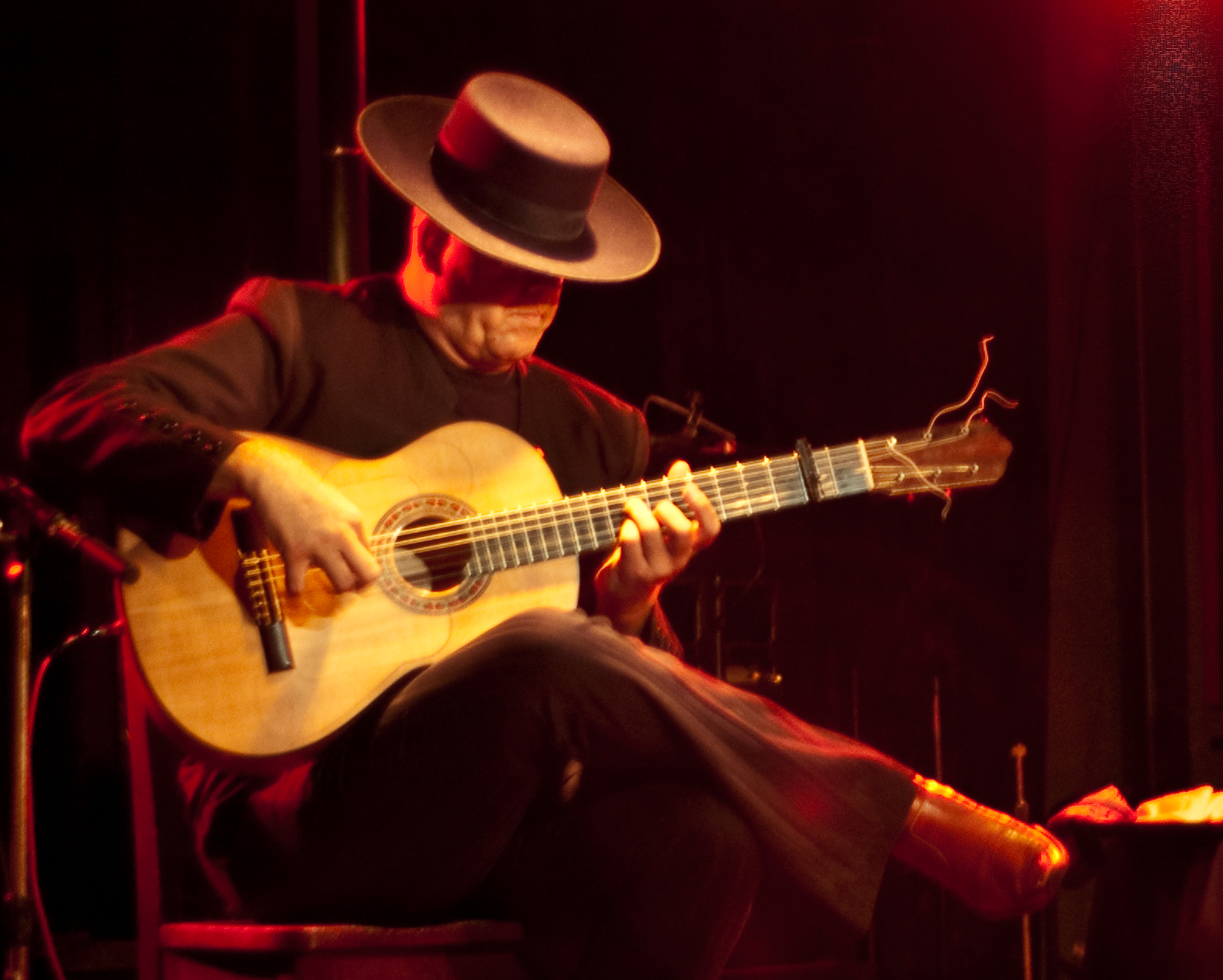
Guitariste de flamenco

Le Rasgueado, ou Rasgueo (parfois Rageo ou Rajeo, Rasgueo ou Rasqueado) désigne un morceau de guitare flamenca plus rythmique que mélodique, en opposition à la falseta. Cette technique de guitare rend la mélodie percussive, grâce à des coups donnés avec les doigts de la main droite sur plusieurs cordes à la fois, selon différentes combinaisons.  
Il est également utilisé dans les techniques de picking en guitare classique et en guitare fingerstyle. La caractéristique importante de ce style de grattage est l'utilisation du côté ongle (extérieur) des extrémités des doigts (par opposition à leur côté intérieur charnu).

## Exemples d'oeuvres utilisant le Rasgueado
- Bamboléo, (Gipsy Kings)
- Sultans of swing, (Dire Straits)
- Down to the Waterline, (Dire Straits)
- Concerto d'Aranjuez, (Joaqín Rodrigo)